# Alunskiffer

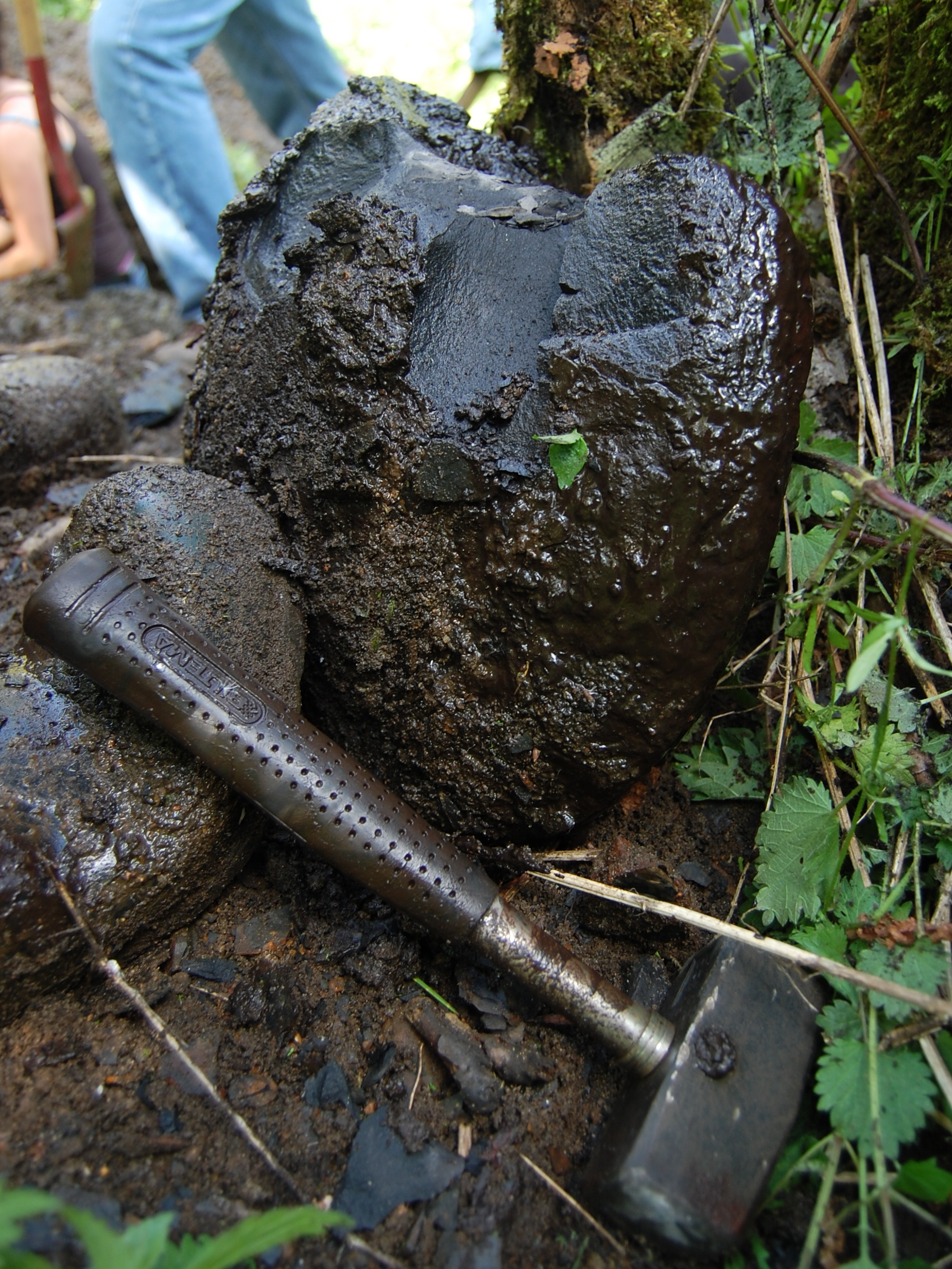
Alunskiffer från Alunbruket i Andrarum.

Alunskiffer är en bergart som förekommer i den så kallade Alunskifferformationen, en litostratigrafisk bergartsformation som förekommer i England och de skandinaviska länderna. I Sverige förekommer den på Öland och Gotland, i Västergötland, i Östergötland, i Närke, och i Skåne. Alunskiffer finns även på djupet 15−50 meter i stora områden i bland annat Jämtlands och Härjedalens fjälltrakter.
Alunskiffer är uppbyggd av lerpartiklar som avsattes i en syrefattig miljö på havsbottnen under kambrium och den äldre delen av ordovicium för 515–485 miljoner år sedan. Sedimentet hade en hög andel organiskt innehåll, vilket gör att alunskiffer får en lätt doft av petroleum. Färgen som alunskiffer avger vid repning är ett brunt streck.
Det finns även andra kambriska svarta skiffrar och slamstenar i norra Sverige, men dessa saknar ofta alunskifferns karaktäristiska drag. Dessa hänvisas till exempel i Jämtland till Kläppeformationen.

## Orstensfaunan
Alunskiffer innehåller också horisonter med orsten, konkretioner av en mörk bituminös kalksten, som innehåller en så kallad lagerstätte. Orstensfaunan utgörs av en unik samling välbevarade primitiva kräftdjur. Bland annat finns agnostider och olenider som har bevarats i tre dimensioner, samt rester efter konodonter.

## Användningsområde
Alunskiffer har länge haft stor ekonomisk betydelse och den har fått eftersom den tidigare bröts för utvinning av alun. Vid Andrarums alunbruk i Skåne förekom en omfattande utvinning av alunskiffer under två hundra år från tidigt 1630-tal. Under andra världskriget var alunskiffer en mycket viktig källa för inhemsk produktion av petroleum, då den innehåller höga halter av kerogen, ett organiskt ämne som kan omvandlas till petroleum. En av de anläggningar, där man försökte utvinna olja från alunskiffer under andra världskriget fanns på Kinnekulle i Västergötland. Svenska skifferoljeaktiebolaget bedrev verksamhet i Kvarntorp i Närke under andra världskriget och perioden efteråt. Produktionen upphörde därefter, med Kvarntorpshögen som ett kvarvarande minne av verksamheten.
Alunskiffer kan vara förhållandevis rik på uran och har därför vid brist på uran ur högvärdiga källor en viktig position ur energisynpunkt. Värdet av uranet och oljan i den svenska alunskiffern är många hundra miljarder kronor. I Sverige har det funnits en anläggning för utvinning av uran som låg i Ranstad mellan Skövde och Falköping. Här utvanns uran från alunskiffer mellan 1965 och 1969.
Blåbetong, en typ av lättbetong (alternativt gasbetong) som numera inte säljs, har fått sitt namn efter den blåsvarta färg som kännetecknar den uranrika alunskiffer som utgör huvudingrediensen. Anledningen till att blåbetong ej längre tillverkas, är att den avger ohälsosam gammastrålning samt radon, en sönderfallsprodukt från uran. Själva produkten är också matt blå till färgen med en struktur som liknar stelnad tvättsvamp. Blåbetong har i stor utsträckning använts som byggnadsmaterial, främst för väggar men även för bjälklag. Det förekommer också att kross av blåbetong använts som fyllning i bjälklag.